# Philippines aux Jeux olympiques d'été de 1932
Les Philippines participent aux Jeux olympiques d'été de 1932 qui se déroulent à Los Angeles, La délégation  philippine est composée de 8 hommes qui concourent  dans 3 sports : Natation, Boxe et Athlétisme. Les Philippins remportent une médaille de bronze dans chacune de ces disciplines et se classent en 25e position au bilan médaillé des nations.

## Liste des médaillés philippins
| Médaille | Nom               | Sport      | Compétition           |
| -------- | ----------------- | ---------- | --------------------- |
| Bronze   | Simeon Toribio    | Athlétisme | Saut en hauteur       |
| Bronze   | Jose Villanueva   | Boxe       | Poids coqs (-53,5 kg) |
| Bronze   | Teofilo Yldefonso | Natation   | 200 m brasse          |

## Sources
- (fr) Philippines sur le site du Comité international olympique
- (en) Philippines aux Jeux olympiques d'été de 1932 sur Olympedia.org